# 삼위일체적 보편주의

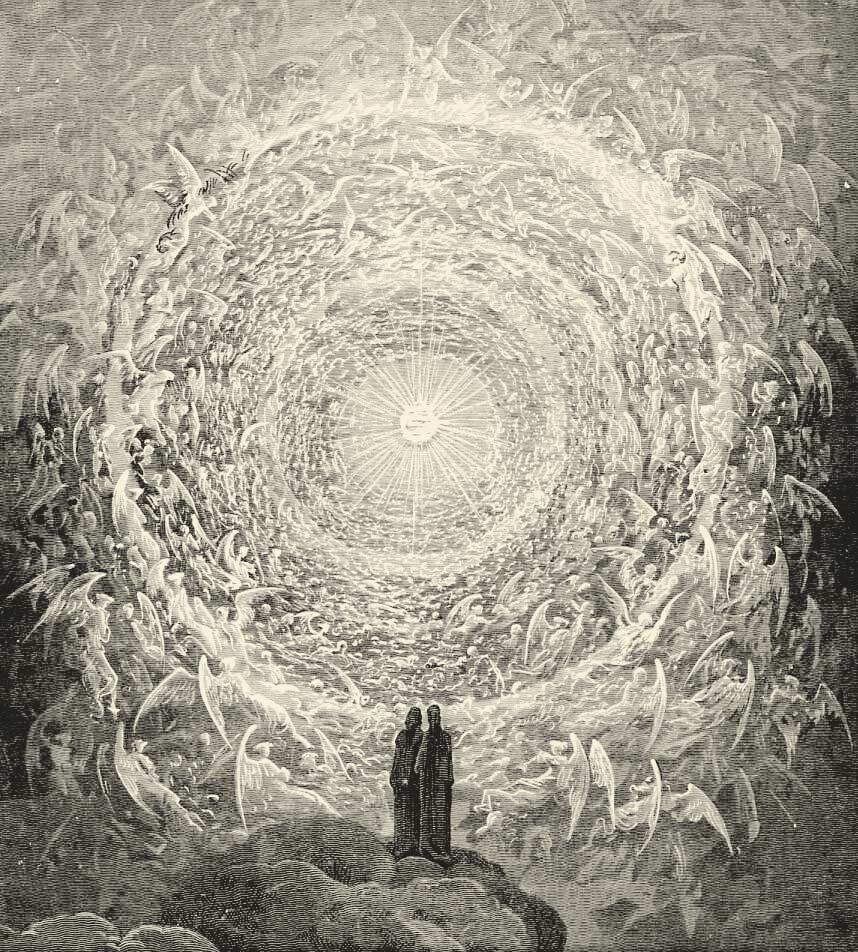
신곡을 삽화로 보여주는 귀스타브 도레의 가장 높은 천국

삼위일체적 보편주의 (Trinitarian Universalism)는 모든 사람이 구원을 받게된다고 믿는 보편화해의 변종이다. 유니테리안 보편주의와 대조적으로 삼위일체를 믿는 기독교 주장이다. 감리교 목사인 존 머레이와 관련이 있으며, 보스톤의 폴 딘 목사 그리고 뉴욕의 에드워드 미첼이 있다.

## 보편주의를 지지하기 위해 인용된 성경구절
- Romans 5:12–20
- 1 Corinthians 15:20–28
- 2 Corinthians 5:18–21
- Colossians 1:15–23
- Philippians 2:9–11
- 1 Timothy 2:3–6
- 1 Timothy 4:10

## 같이 보기
- 만물회복설
- 기독교 보편주의
- 지옥에 대한 기독교 적 견해
- 지옥의 문제
- 보편 화해
- 올 세상